# Deroplatys truncata
Deroplatys truncata es una especie de mantis de la familia Mantidae.

## Distribución geográfica
Se encuentra en Malasia, Nueva Guinea, Sumatra, Java, Borneo y Tailandia.